# 藤原季顕
藤原 季顕（ふじわらの すえあき、生没年不明）は鎌倉時代後期の公卿。藤原北家道綱流。

## 官歴
- 建長7年（1255年）：従五位下
- 正嘉元年（1257年）：従五位上
- 正嘉2年（1258年）：侍従
- 文永2年（1265年）：右少将
- 文永4年（1267年）：正五位下、信濃権介
- 文永7年（1270年）：従四位下
- 文永8年（1271年）：左少将
- 文永11年（1274年）：丹波権介
- 建治元年（1275年）：従四位上
- 建治3年（1277年）：左中将
- 弘安元年（1278年）：正四位下
- 正安3年（1299年）：右兵衛督
- 乾元元年：従三位

## 系譜
- 父：藤原親季